# Armand Heine
Armand Heine (* 1818 in Bordeaux; † 9. November 1883 auf Château Beychevelle bei Bordeaux) war ein französisch-amerikanischer Bankier und Cousin des Dichters Heinrich Heine.
In Kooperation mit Rothschild Frères gründeten er und sein Bruder Michel Heine (1819–1904) 1883 das Bankhaus Armand & Michel Heine mit Sitz in Paris und New Orleans (Louisiana).
Armand war verheiratet mit der in New Orleans geborenen Architektin Amélie-Céleste-Marie Kohn, Tochter des in Böhmen geborenen Architekten Samuel Kohn (1783–1853). Dieser war vor 1806 nach New Orleans eingewandert, wobei er sich die Überfahrt von Hamburg durch Arbeit an Bord des Schiffes selbst verdient haben soll. Zusammen mit Kohn besaßen die Brüder Heine The Southern Steamship Company und gründeten zahlreiche weitere Firmen wie The New Orleans and Carrollton Railroad Co., The Carrollton Bank, The Louisiana State Marine Fire Insurance Co., The Mechanics’ and Traders’ Bank, The Atlantic Insurance Company und The Union National Bank.
Armand Heine erwarb Schloss Meggenhorn am Vierwaldstättersee, das seine Gattin erweiterte, und das bekannte Weingut Château Beychevelle. Letzteres vermachte er seiner Tochter Marie-Louise, die in die vermögende Familie Achille-Fould einheiratete (einer ihrer Vertreter war Finanzminister Napoleons III.).
Armand starb 1883 auf Château Beychevelle. Er und sein Bruder stifteten in Paris Wohnungen für Bedürftige.